# Seleuco IV Filopátor
Seleuco IV Filopátor (en griego antiguo: Σέλευκος Δ΄ Φιλοπάτωρ, «que ama a su padre»), de la dinastía seléucida, fue rey de Siria desde c. 187 a. C.-175 a. C. Hijo de Laódice III del Ponto y de Antíoco III Megas, sucedió a su padre en el trono seléucida. Asesinado por su ministro Heliodoro, fue sucedido por su hermano Antíoco IV, ya que su hijo Demetrio, el futuro Demetrio I Sóter, se encontraba retenido en Roma como rehén.
Aunque debilitado por la lucha contra Roma llevada a cabo por Antíoco III, el Imperio seléucida era aún vasto y comprendía, además de Siria, Cilicia, Judea, Mesopotamia y una parte de Persia. Pero el pago de la gravosa indemnización requerida por los romanos creó dificultades financieras durante todo el reinado de Seleuco IV. Fue obligado a enviar como rehén a su propio hijo 
Seleuco envió a su ministro Heliodoro a Jerusalén en 176 a. C.-175 a. C., para apropiarse del tesoro del Templo de Jerusalén. Al regreso de esta misión, Heliodoro asesinó a Seleuco. Es plausible que el ministro hubiera encontrado bastantes riquezas para sobornar a una parte del ejército. Antíoco, el hermano de Seleuco, retomó la situación a su regreso de Roma y después de matar a Heliodoro, subió al trono bajo el nombre de Antíoco IV Epífanes.
Fue padre de Demetrio I Sóter.